# Měrná aktivita
Měrná aktivita (též měrná radioaktivita) radionuklidu je fyzikální veličina definovaná jako poměr aktivity a množství tohoto nuklidu a je jeho fyzikální vlastností.
Aktivita je veličina související s radioaktivitou. Její jednotkou v soustavě SI je becquerel (Bq), který odpovídá jedné přeměně za sekundu. Podobnou jednotkou je curie (Ci), jež odpovídá 3,7×1010 Bq.
Jelikož je pravděpodobnost radioaktivní přeměny při stejném množství téhož nuklidu stálá, tak je stálý i počet atomů, u kterých dojde k přeměně za jednotku času (pokud se ve vzorku nachází dostatek atomů na to, aby byl vliv statistických odchylek zanedbatelný).
Na základě této skutečnosti se definuje měrná aktivita radionuklidu jako poměr jeho aktivity a hmotnosti. Častou jednotkou je Bq/g; používá se též Ci/g.

## Definice
(Radio)aktivita se definuje jako rychlost přeměny určitého radionuklidu pomocí přeměnové konstanty λ a počtu atomů N:
{\displaystyle -{\frac {dN}{dt}}=\lambda N}
Hmotnost radionuklidu se získá použitím následujícího vzorce:
{\displaystyle {\frac {N}{N_{A}}}[{\text{mol}}]\times {m}[{\text{g }}{\text{mol}}^{-1}]}
kde m je relativní atomová hmotnost nuklidu a NA je Avogadrova konstanta.
Měrná aktivita je definována jako aktivita vzorku nuklidu o jednotkové hmotnosti:
{\displaystyle a[{\text{Bq/g}}]={\frac {\lambda N}{{M}N/N_{A}}}={\frac {\lambda N_{A}}{m}}}
Přeměnová konstanta souvisí s poločasem přeměny T1/2 takto:
{\displaystyle {\lambda }={\frac {ln2}{T_{1/2}}}}
Měrnou aktivitu lze tak popsat i následovně:
{\displaystyle a={\frac {{N_{A}}ln2}{T_{1/2}\times {m}}}}
Tento vzorec lze zjednodušit:
{\displaystyle a[{\text{Bq/g}}]\simeq {\frac {4,17\times 10^{23}[{\text{mol}}^{-1}]}{T_{1/2}[s]\times {m}[{\text{g }}{\text{mol}}^{-1}]}}}
Pokud je poločas přeměny vyjádřen v rocích, vypadá vzorec takto:
{\displaystyle a[{\text{Bq/g}}]={\frac {4,17\times 10^{23}[{\text{mol}}^{-1}]}{T_{1/2}[rok]\times 365\times 24\times 60\times 60[s/rok]\times {m}}}\simeq {\frac {1,32\times 10^{16}[{\text{mol}}^{-1}{\text{s }}^{-1}{\text{rok}}]}{T_{1/2}[rok]\times {m}[{\text{g }}{\text{mol}}^{-1}]}}}
Například měrná aktivita radia-226 , jehož poločas přeměny je přibližně 1600 let, se vypočítá následovně:
{\displaystyle a_{Ra}[{\text{Bq/g}}]={\frac {1,32\times 10^{16}}{1600[rok]\times 226}}\simeq {3,7}\times 10^{10}[{\text{Bq/g}}]}
Tato hodnota měrné aktivity radia-226 je definována jako jednotka aktivity 1 curie

## Poločas přeměny
Experimentálně naměřenou měrnou aktivitu lze použít k výpočtu poločasu přeměny radionuklidu.
Nejprve se radioaktivita vyjádří jako rychlost přeměny daného nuklidu pomocí přeměnové konstanty λ a počtu atomů T:
{\displaystyle -{\frac {dN}{dt}}=\lambda N}
Integrací tohoto vzorce vznikne vzorec pro okamžitý počet atomů:
{\displaystyle N=N_{0}e^{-\lambda t}\,}
kde N0 je původní počet atomů
Poločas přeměny (T1/2) je definován jako doba, za kterou se přemění polovina jader z původního množství:
{\displaystyle {\frac {N_{0}}{2}}=N_{0}e^{-\lambda T_{1/2}}\,}
, po zlogaritmování:
{\displaystyle {T_{1/2}}={\frac {ln2}{\lambda }}}
kde rozpadová konstanta λ závisí na měrné aktivitě podle tohoto vzorce:
{\displaystyle {\lambda }={\frac {a\times {m}}{N_{A}}}}
Poločas přeměny lze tak rovněž definovat tímto způsobem:
{\displaystyle {T_{1/2}}={\frac {N_{A}ln2}{a\times {m}}}}

## Využití
Měrná aktivita radionuklidů je důležitá při výrobě radiofarmak, stejně jako při různých diagnostických procesech a biomedicínských postupech.